# Carolina Wallin Pérez
Carolina Wallin Pérez, född 4 augusti 1982 i Mellerud, är en svensk pop- och jazzsångare.
År 2005 bidrog hon med sång på I Won't Stay på Monster & Maskiners studioalbum Never Die!.
Pérez blev känd först genom musiksajten MySpace och skrev därefter avtal med Family Tree Music (distribueras av Sony Music). Hon debuterade 2009 med albumet Pärlor och svin, med covers av Kent-låtar. Albumet nådde som högst plats 23 på den svenska albumlistan, och den bäst säljande singeln blev Utan dina andetag, som hamnade på plats 30 på den svenska singellistan. Albumet producerades av Fredrik Okazaki Bergström och spelades in av Kents producent Stefan Boman.
18 februari 2012 framträdde Pérez med låten Sanningen när hon medverkade i 2012 års upplaga av Melodifestivalen.
År 2012 släppte Pérez sitt andra album, Där vi en gång var (Razzia Records, Family Tree Music), med egna låtar. På albumet samarbetade hon även med låtskrivare som Andreas Mattsson (Popsicle) och Ludwig Bell. Albumet spelades in på Decibel Studio i Stockholm, producerades av Fredrik Okazaki Bergström med Pérez som medproducent, samt mixades av Simon Nordberg.
8 februari 2013 tilldelades Pérez pris för Årets Textförfattare på Manifestgalan. Priset delades ut av SKAP och Manifest.
17 november 2017 kom första singeln från nya plattan: Du som hade fel. Den följdes upp av Håller rent 3 mars 2018, Gå, men ta mig med dig 18 maj och Synd om dig 12 oktober. Fredag 2 november 2018 släpptes Carolinas tredje album Innan jag dör vill jag leva igen, där hon samarbetat med bl.a. Anton Toorell från gruppen Invader Ace.
28 oktober 2019 var 10-årsdagen för Carolina som albumartist, vilket firades med singeln Förlåtelsen. Även detta en kentcover, tillsammans med den 120 personer stora Kentkören. 

## Diskografi

### Studioalbum
- 2009 – Pärlor och svin
- 2012 – Där vi en gång var
- 2018 – Innan jag dör vill jag leva igen

### Singlar
- 2009 – Pärlor
- 2009 – Ingenting
- 2010 – Utan dina andetag
- 2012 – Sanningen
- 2012 – Baby
- 2017 – Du Som Hade Fel
- 2018 – Håller rent
- 2018 – Gå, men ta mig med dig
- 2018 – Synd om dig
- 2019 – Förlåtelsen